# 泊志穂
泊 志穂（とまり しほ、1990年3月26日 - ）は、愛知県名古屋市緑区出身の元日本女子代表、元女子サッカー選手。現役時のポジションはフォワード。

## 経歴

### クラブ
名古屋市の地元クラブでサッカーを始めた。
大阪体育大学を経て、2012年になでしこリーグ1部に属する浦和レッドダイヤモンズ・レディースに入団した。
2015年、当時なでしこリーグ2部に属していたAC長野パルセイロ・レディースへ移籍。同クラブの主力選手としてリーグ戦では25試合に出場し11ゴール7アシストを記録。同年のリーグ優勝に貢献する。
なでしこリーグ1部に昇格して初のシーズンとなった2016年シーズンではリーグ戦18試合で4ゴール8アシスト、カップ戦では8試合に出場し4ゴール2アシストを記録。チームは3位でシーズンを終えた。
翌年の2017年シーズンにはリーグ戦18試合で4ゴール2アシスト、カップ戦では7試合に出場し2ゴール4アシストを記録した。
2018年1月にオーストリア・女子ブンデスリーガ2部に属するFCヴァッカー・インスブルックに移籍した。攻撃の主力選手としてチームのリーグ優勝に貢献し、オーストリア・女子ブンデスリーガ1部への昇格を果たした。
2019年7月にはドイツのBVクロッペンブルクに移籍したが、本職のフォワードではなく主にサイドバックとしてプレー。
2020年よりAC長野パルセイロ・レディースに復帰。
2022年5月26日、現役引退を発表した。

### 代表
2017年7月にアメリカ合衆国にて開催されたアメリカ、オーストラリア、ブラジル、日本の4カ国対抗国際親善試合2017 トーナメント・オブ・ネーションズで高倉麻子代表監督率いる日本女子A代表に初選出され、7月27日に行われた第1戦ブラジル戦で代表初出場を果たした。

## 個人成績

### クラブ
| 国内大会個人成績 | 国内大会個人成績             | 国内大会個人成績 | 国内大会個人成績  | 国内大会個人成績 | 国内大会個人成績 | 国内大会個人成績 | 国内大会個人成績 | 国内大会個人成績 | 国内大会個人成績 | 国内大会個人成績 | 国内大会個人成績 |
| 年度             | クラブ                       | 背番号           | リーグ            | リーグ戦         | リーグ戦         | リーグ杯         | リーグ杯         | オープン杯       | オープン杯       | 期間通算         | 期間通算         |
| 年度             | クラブ                       | 背番号           | リーグ            | 出場             | 得点             | 出場             | 得点             | 出場             | 得点             | 出場             | 得点             |
| 日本             | 日本                         | 日本             | 日本              | リーグ戦         | リーグ戦         | リーグ杯         | リーグ杯         | 皇后杯           | 皇后杯           | 期間通算         | 期間通算         |
| ---------------- | ---------------------------- | ---------------- | ----------------- | ---------------- | ---------------- | ---------------- | ---------------- | ---------------- | ---------------- | ---------------- | ---------------- |
| 2010             | 大阪体育大学                 | 9                | -                 | -                | -                | -                | -                | 1                | 0                | 1                | 0                |
| 2011             | 大阪体育大学                 | 9                | -                 | -                | -                | -                | -                | 2                | 2                | 2                | 2                |
| 2012             | 浦和レッズレディース         | 14               | なでしこ          | 0                | 0                | 1                | 0                | 0                | 0                | 1                | 0                |
| 2013             | 浦和レッズレディース         | 14               | なでしこ          | 3                | 0                | 3                | 1                | 0                | 0                | 6                | 1                |
| 2014             | 浦和レッズレディース         | 14               | なでしこ          | 0                | 0                | -                | -                | 1                | 0                | 1                | 0                |
| 2015             | AC長野パルセイロ・レディース | 14               | なでしこ2部       | 25               | 11               | -                | -                | 2                | 1                | 27               | 12               |
| 2016             | AC長野パルセイロ・レディース | 14               | なでしこ1部       | 18               | 4                | 8                | 4                | 3                | 2                | 29               | 10               |
| 2017             | AC長野パルセイロ・レディース | 14               | なでしこ1部       | 18               | 4                | 7                | 2                | 3                | 1                | 28               | 7                |
| オーストリア     | オーストリア                 | オーストリア     | オーストリア      | リーグ戦         | リーグ戦         | リーグ杯         | リーグ杯         | オープン杯       | オープン杯       | 期間通算         | 期間通算         |
| 2017-18          | FCヴァッカー・インスブルック | 22               | ブンデスリーガ2部 | 8                | 13               | -                | -                | -                | -                | 8                | 13               |
| 2018-19          | FCヴァッカー・インスブルック | 22               | ブンデスリーガ1部 | 18               | 9                | -                | -                | 2                | 2                | 20               | 11               |
| ドイツ           | ドイツ                       | ドイツ           | ドイツ            | リーグ戦         | リーグ戦         | リーグ杯         | リーグ杯         | オープン杯       | オープン杯       | 期間通算         | 期間通算         |
| 2019-20          | BVクロッペンブルク           | 25               | ブンデスリーガ2部 | 14               | 0                | -                | -                | 1                | 0                | 15               | 0                |
| 日本             | 日本                         | 日本             | 日本              | リーグ戦         | リーグ戦         | リーグ杯         | リーグ杯         | 皇后杯           | 皇后杯           | 期間通算         | 期間通算         |
| 2020             | AC長野パルセイロ･レディース  | 14               | なでしこ2部       | 16               | 2                | -                | -                | 2                | 0                | 18               | 2                |
| 2021-22          | AC長野パルセイロ･レディース  | 14               | WE                | 15               | 0                | -                | -                | 1                | 0                | 16               | 0                |
| 通算             | 日本                         | 日本             | 1部               | 54               | 8                | 19               | 7                | 8                | 3                | 81               | 18               |
| 通算             | 日本                         | 日本             | 2部               | 41               | 13               | -                | -                | 4                | 1                | 45               | 14               |
| 通算             | 日本                         | 日本             | その他            | -                | -                | -                | -                | 3                | 2                | 3                | 2                |
| 通算             | オーストリア                 | オーストリア     | 1部               | 18               | 9                | -                | -                | 2                | 2                | 20               | 11               |
| 通算             | オーストリア                 | オーストリア     | 2部               | 8                | 13               | -                | -                | -                | -                | 8                | 13               |
| 通算             | ドイツ                       | ドイツ           | 2部               | 14               | 0                | -                | -                | 1                | 0                | 15               | 0                |
| 総通算           | 総通算                       | 総通算           | 総通算            | 135              | 43               | 19               | 7                | 18               | 8                | 172              | 58               |

- 日本女子サッカーリーグ
  - 初出場 - 2013年9月8日 なでしこリーグ 第10節 ジェフユナイテッド市原・千葉レディース戦 (浦和駒場スタジアム)
  - 初得点 - 2015年4月4日 なでしこリーグ2部 第2節 スフィーダ世田谷FC戦 (駒沢オリンピック公園陸上競技場)

- WEリーグ
  - 初出場 - 2021年9月18日 第2節 日テレ・東京ヴェルディベレーザ戦 (長野Uスタジアム)[16]

### 代表
- 2017年7月27日 - 日本代表初出場 -  ブラジル戦 (2017 トーナメント・オブ・ネーションズ（英語版）)

#### 主な出場大会
- 日本女子代表
  - 2017 トーナメント・オブ・ネーションズ（英語版）

| 日本代表 | 国際Aマッチ | 国際Aマッチ |
| 年       | 出場        | 得点        |
| -------- | ----------- | ----------- |
| 2017     | 2           | 0           |
| 通算     | 2           | 0           |

#### 出場試合
| #  | 開催日        | 開催都市 | スタジアム                     | 対戦国         | 結果  | 監督     | 大会                                  | 出典   |
| -- | ------------- | -------- | ------------------------------ | -------------- | ----- | -------- | ------------------------------------- | ------ |
| 1. | 2017年7月27日 | シアトル | センチュリーリンク・フィールド | ブラジル       | △ 1-1 | 高倉麻子 | 2017 トーナメント・オブ・ネーションズ | [ 17 ] |
| 2. | 2017年8月3日  | カーソン | スタブハブ・センター           | アメリカ合衆国 | ● 0-3 | 高倉麻子 | 2017 トーナメント・オブ・ネーションズ | [ 18 ] |

## タイトル

### クラブ
- 浦和レッドダイヤモンズ・レディース
  - なでしこリーグ1部: 1回 (2014年)
- AC長野パルセイロ・レディース
  - なでしこリーグ2部: 1回 (2015年)
- FCヴァッカー・インスブルック
  - オーストリア・女子ブンデスリーガ2部: 1回 (2017-18)